# Life Goes On (песня Ферги)
«Life Goes On» (рус. «Жизнь продолжается») — сингл американской певицы Ферги с её второго альбома Double Dutchess. Сингл вышел 11 ноября 2016 года. Видеоклип появился 16 декабря.

## Обзор
Ожидалось, что Ферги выпустит синглом песню «You Already Know», которую она записала вместе с Ники Минаж, однако в релиз вышел трек «Life Goes On». Некоторые критики посчитали, что это довольно актуально, особенно в связи с тем, что в начале той недели прошли президентские выборы на которых неожиданно победил Дональд Трамп. Сама Ферги, представляя новый сингл, написала у себя в Instagram: «Посреди всего этого безумия помните, что жизнь прекрасна».

## Музыкальное видео
Музыкальный клип появился через месяц после выхода песни. По сюжету видео Ферги едет на кабриолете вдоль океанского побережья на пляжную вечеринку. В клипе приняли участие интернет-звёзды последнего времени — Бадди Винкл и Baby Ariel.
Бадди Винкл (Baddiewinkle) — 88-летняя бабушка ставшая известной несколько лет назад благодаря Instagram. Она добавляет туда фотографии сделанные в стиле современных подростков, у неё было порядка 2,5 миллиона подписчиков на момент съёмок у Ферги. Baby Ariel — 15-летняя девочка ставшая известной благодаря сайту musical.ly (социальная медиа-платформа, которая позволяет пользователям создавать и обмениваться 15-секундными видеоклипами). Ариэль стала звездой этого сайта набрав 7 миллионов подписчиков меньше чем за год.
3 января 2017 года Ферги выложила в своём твиттер-аккаунте фотографию с места съёмок клипа. Оказалось, что в видео она снималась в майке с изображением Александра Пушкина и строкой из стихотворения «Не дай мне бог сойти с ума…».

## Рецензии
Многие критики обратили внимание на резкую смену жанра после предыдущего сингла «M.I.L.F. $». Сайт Hollywood Life отметил также сильный вокал Ферги. В журнале Forbes оценили расслабляющую мелодию — «горячий тропикал-хаус».

## Формат выпуска
- Цифровая дистрибуция[13]

1. «Life Goes On» — 3:50

## Чарты
| Чарты                       | Макс. позиция |
| --------------------------- | ------------- |
| Canada (Billboard Hot AC)   | 44            |
| US (Billboard Adult Top 40) | 39            |